# Río Barama
El río Barama es un afluente del río Guaini y ambos se encuentran en la región administrativa de Barima-Waini de Guyana y en la reclamación venezolana de la Guayana Esequiba. Fluye desde su fuente en Gunajit Baishya hasta su confluencia con el Guaini.